# Les Internettes
 (juillet 2024).
Si vous disposez d'ouvrages ou d'articles de référence ou si vous connaissez des sites web de qualité traitant du thème abordé ici, merci de compléter l'article en donnant les références utiles à sa vérifiabilité et en les liant à la section « Notes et références ».
Les Internettes est une association à but non lucratif créée en mai 2016 dans le but de promouvoir la création féminine sur Internet.

## Histoire

### Origine de l'association
Créé en 2016, Les Internettes est un collectif de femmes qui accompagne les créatrices de vidéos sur YouTube à gagner en notoriété. Marie Camier-Théron en est cofondatrice. L'actuelle présidente est Amélie Coispel. Ce collectif aujourd’hui constitué en association compte une dizaine de femmes. Partant du constat que les femmes ont moins de visibilité sur la plateforme que les hommes, l’objectif des Internettes est de faire découvrir au grand public une vidéo de « youtubeuse » chaque jour.
Les Internettes propose de former les « youtubeuses » par l’organisation de master class, des rencontres entre les adhérentes, et met à leur disposition un lieu d’échanges en ligne par le biais de Discord. Outre les « youtubeuses beauté » très présentes sur la plateforme, les Internettes choisissent de diversifier les thématiques des vidéastes féminines : science, gaming, société, art, littérature, etc.

## Réalisations

### Documentaire
En 2017, Lisa Miquet, journaliste, et Léa Bordier, réalisatrice web, cofondatrices des Internettes, réalisent leur premier documentaire intitulé « elles prennent la parole ». Pendant 54 minutes, des témoignages de vidéastes féminines viennent conforter l’idée qu’il est difficile de se faire une place dans une plateforme principalement masculine. Pour Lisa Miquet, l’objet de ce reportage est de : « Soulever les problématiques rencontrées par les jeunes créatrices de vidéos sur Internet, trouver des solutions pour les surmonter et motiver un maximum de jeunes femmes à entrer dans le débat public en prenant la parole par le biais de la vidéo. »

### Concours
Pour récompenser le travail des vidéastes féminines, Les Internettes ont mis en place en 2017, le concours des Pouces d’Or. Pour ce concours, le jury se base sur l’originalité, la réalisation, la gestion de communauté et la personnalité de la vidéaste. Les créatrices doivent être âgées de plus de 13 ans et avoir au minimum 10 000 abonnés sur leurs chaines. Une cérémonie de remise des prix a lieu, avec le jury, pour récompenser les lauréates par des prix allant de 100 à 1 000 € de matériel.
Pour le concours 2020, Les Internettes a reçu une subvention de l’État, et ont accueilli YouTube et CNC à la cérémonie des Pouces d’Or. Parmi les vidéastes récompensées avant le début de leur notoriété, on retrouve Ophélie Damblé. Le jury est souvent composé de célébrités d'internet comme Manon Bril, Cyprien, ou la comédienne Marjorie Le Nohan.
Pour le prochain concours, Les Internettes a perçu un financement de la part du Ministère des Solidarités et de la Santé.

### Réseaux sociaux
En mai 2018, Les Internettes interpellent YouTube dans un message sur leurs réseaux sociaux en s’offusquant que la plateforme démonétise les vidéos évoquant le corps féminin ou la sexualité ; elles lancent le hashtag #MonCorpsSurYouTube. Mélanie Toubeau, l'une des cofondatrices de l'association, lance notamment un appel à témoin.

### Actualités
De fin 2019 au 27 janvier 2020, l’association a lancé une campagne d’appel aux dons afin d’accéder à certains objectifs. La campagne se découpe en 6 objectifs avec des paliers allant de 1 000 à 26 000 € à atteindre. Les actions souhaitées vont du financement d’un 4ème grand prix des Pouces d’Or à l’organisation d’un festival des Internettes.